# Luis Alberni
Luis Alberni, född 4 oktober 1886 i Barcelona, Spanien, död 23 december 1962 i Hollywood, Kalifornien, var en spansk-amerikansk skådespelare. Alberni utvandrade från Spanien 1912 och var från 1915 till 1928 anlitad som skådespelare på Broadway. Från 1930-talets början arbetade han som karaktärsskådespelare i Hollywoodfilmer och kom totalt att medverka i över 170 filmer.

## Filmografi, urval
- 1932 – Tjuvar i paradiset (ej krediterad)
- 1934 – Ett skepp kommer lastat...
- 1934 – Greven av Monte Cristo
- 1935 – Den gyllene liljan
- 1935 – Lyckan kommer...
- 1935 – Roberta
- 1935 – Glada änkans millioner
- 1937 – Pappa har en väninna
- 1937 – En natt på värdshuset
- 1937 – Madame X
- 1941 – Lady Hamilton
- 1941 – Vi på Broadway
- 1941 – Kvinnan Eva
- 1944 – Det hände i morgon (ej krediterad)
- 1944 – Konspiratörer (ej krediterad)
- 1945 – Mirakelmannen (ej krediterad)
- 1956 – De tio budorden (ej krediterad)